# Mai presus de lege
Mai presus de lege (în engleză Above the Law; cunoscut și sub numele de Nico: Mai presus de lege) este un film de acțiune din 1988 scris, produs și regizat de Andrew Davis⁠(d). Este filmul de debut al actorului Steven Seagal, implicat în procesul de producție și redactarea scenariului, și debutul în film al lui John C. Reilly care are o apariție cameo. Din distribuție mai fac parte Pam Grier⁠(d), Sharon Stone, Daniel Faraldo și Henry Silva⁠(d). Seagal îl interpretează pe Nico Toscani, un fost agent al CIA, maestru Aikido și polițist din Chicago care descoperă o conspirație în timpul investigării unor transporturi suspecte de explozibili mlitari.
Proiectul a luat naștere după un test de ecran⁠(d) finanțat de Michael Ovitz⁠(d) în urma căruia Seagal a primit un contract din partea companiei Warner Bros. Filmul a fost turnat în Chicago.
Mai presus de lege a fost lansat în Statele Unite pe 8 aprilie 1988.

## Intriga
Sergentul Nico Toscani, de origine din Palermo, Sicilia, este detectiv în cadrul echipei de intervenție a departamentului de poliție din Chicago⁠(d). A fost interesat de artele marțiale încă de la o vârstă fragedă și s-a mutat în Japonia unde a început să le studieze. În 1969, Toscani a fost recrutat de către Nelson Fox în CIA pentru care a desfășurat operațiuni sub acoperire la granița dintre Vietnam și Cambodgia în timpul războiului din Vietnam. Revoltat de faptul că DCI Kurt Zagon torturează prizonierii, acesta decide să părăsească CIA. Odată reîntors în Chicago, se angajează la departamentul de poliție și se căsătorește.
Toscani și noua sa parteneră detectivul Delores „Jacks” Jackson investighează o rețea de trafic de droguri, iar după ce arestează doi dealeri, inclusiv pe baronul salvadorian al drogurilor Tony Salvano, Toscani descoperă un dispozitiv explozibil C-4⁠(d). La scurt timp după aceea, oamenii arestați de Toscani și Jackson sunt eliberați la cererea autorităților federale, iar acestuia i se cere să oprească cercetările. Mai târziu, preotul parohiei lui Toscani este ucis de o explozie în timpul liturghiei. Fox îi transmite că se află în mare pericol și că trebuie să-și mute familia într-un loc sigur. Presat de agenții federali, Toscani renunță la insignă⁠(d). Acesta descoperă în cele din urmă că traficanții arestați au relații apropiate cu Zagon - încă membru al CIA - care este acuzat de încălcarea drepturilor omului de către un preot din America Centrală protejat de parohul lui Toscani. Zagon îl capturează pe preot și îl torturează, însă este oprit de Toscani. Urmează un schimb de focuri în urma căruia detectivii Lukich și Jackson sunt răniți, iar Toscani este nevoit să părăsească locul faptei.
Senatorul Ernest Harrison investighează grupul lui Zagon în încercarea de a dezvălui operațiunile sub acoperire și afacerile cu droguri. Când Toscani descoperă că Zagon este vinovat de explozia din parohie și că intenționează să-l asasineze pe Harrison, acesta pornește în căutarea sa. Toscani îl confruntă pe Fox, dar conversația celor doi este întreruptă de oamenii lui Zagon. Fox este ucis, iar Toscani este capturat și ținut prizonier în bucătăria hotelului în care Harrison participă o manifestație electorală. Înainte să-l poată elimina, Toscani reușește să scape și îi ucide pe Zagon și pe oamenii săi. La scurt timp după confruntare, Harrison este informat cu privire la evenimentele petrecute.
Harrison declară că dreptatea va triumfa, iar Toscani susține că este dispus să depună mărturie despre experiențele sale cu Zagon și operațiunile sub acoperire desfășurate de CIA.

## Distribuție
- Steven Seagal - Nicolo „Nico” Toscani
- Pam Grier⁠(d) - detectivul Delores „Jacks” Jackson
- Henry Silva⁠(d) - agentul CIA Kurt Zagon
- Ron Dean⁠(d) - detectivul Lukich
- Sharon Stone - Sara Toscani
- Gene Barge⁠(d) - detectivul Henderson
- Chelcie Ross⁠(d) - agentul CIA Nelson Fox
- Ronnie Barron⁠(d) - barmanul CIA
- Nicholas Kusenko - agentul FBI Neeley
- Gregory Alan Williams⁠(d) - agentul FBI Halloran
- Jack Wallace⁠(d) - unchiul Branca
- Metta Davis - Rosa Toscani
- Toni Fleming - bunica Zingaro
- Michelle Hoard - Lucy, verișoara lui Nico
- Christopher Peditto - proxenetul Alex
- Cheryl Hamada - Watanabe
- Ralph Foody⁠(d) - funcționarul federal
- Joseph Kosala⁠(d) - locotenentul Fred Strozah
- Thalmus Rasulala⁠(d) - ofițerul de poliție Crowder
- Joe Greco - preotul Joseph Gennaro
- Henry Godinez⁠(d) - preotul Tomasino
- India Cooper - sora Mary
- Joe D. Lauck - senatorul Ernest Harrison
- Clare Peck - judecătorul Roberta Alspaugh
- Danny Goldring - ajutorul lui Zagon
- Daniel Faraldo - Bautista „Tony” Salvano
- Miguel Nino - 'Chi-Chi' Ramon
- Rafael Gonzalez - Carlos Abandano, avocatul lui Salvano